# زلزال بيروت (551)

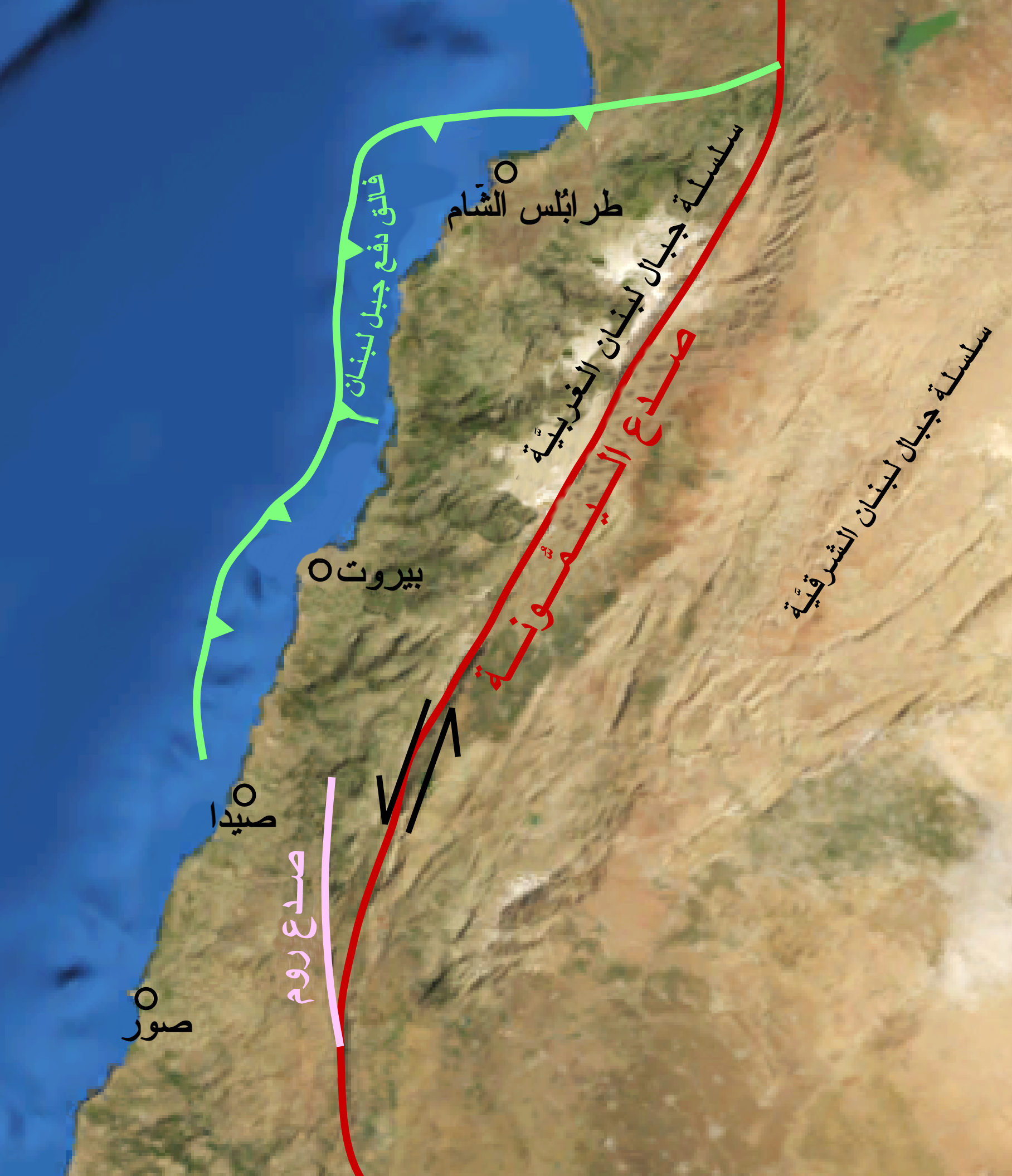
المميزات التكتونية الرئيسية للبنان

زلزال بيروت عام 551 وقع زلزال بيروت في 9 - تموز عام 551 وبلغت قوته 7.6 حسب مقياس العزم الزلزالي وسجلت قوته الدرجة العاشرة والتي تمثل درجة عنيفة حسب مقياس ميركالي المعدل. تسبب هذا الزلزال بتسونامي مدمر وصل تأثيره إلى المدن الساحلية في فينيقيا البيزنطية، مما تسبب بتدمير كبير وغرق العديد من السفن. تم الإبلاغ عن مقتل أعداد كبيرة من الناس، وقدرت الأعداد في بيروت لوحدها بـ 30000 شخص من قبل أنطونيوس بياتشينزا.

## الوضع التكتوني

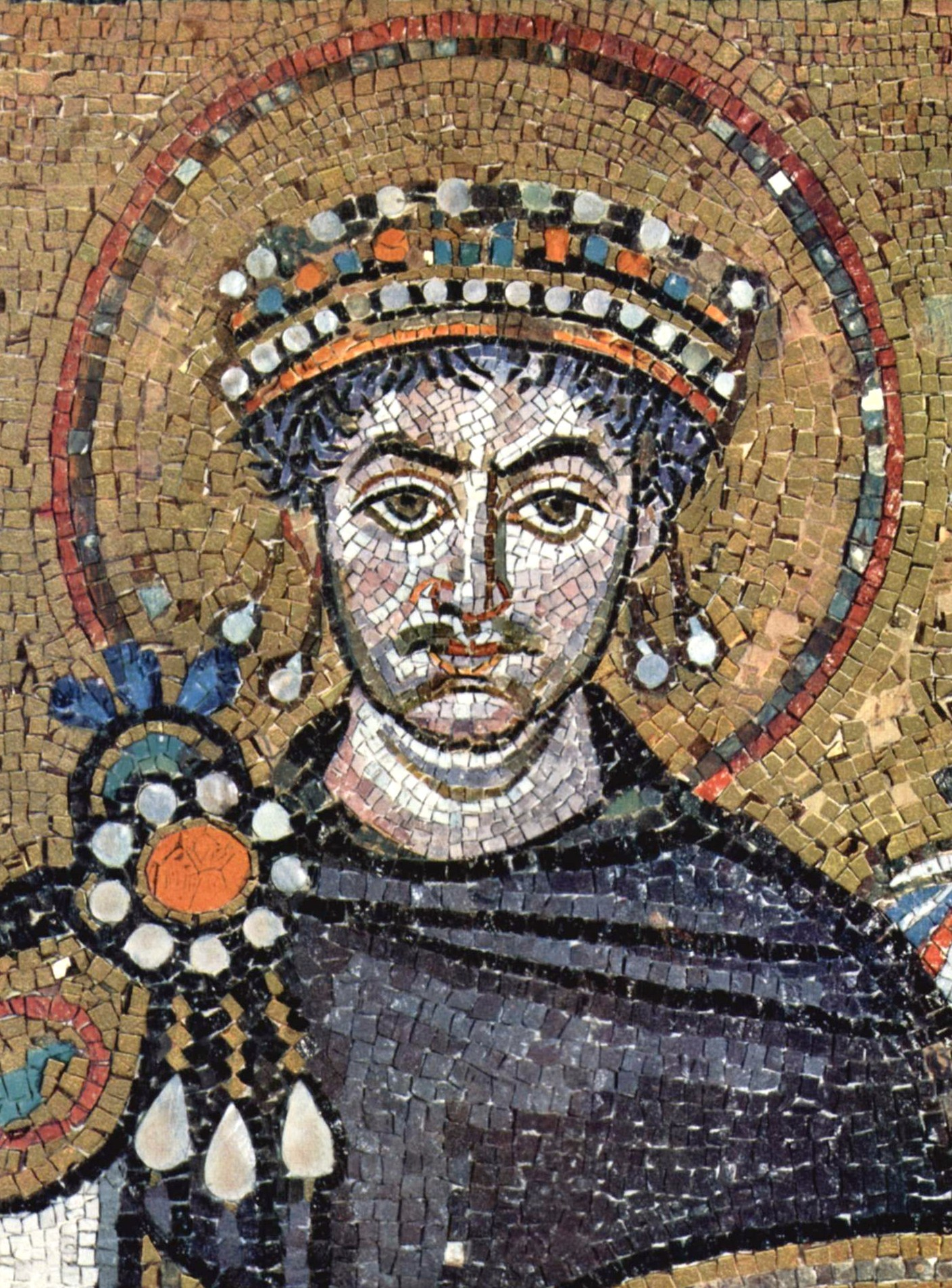
سيد سان فيتالي في رافينا

يقع لبنان إلى جانب صدع البحر الميت الذي يشكل جزءًا من الحدود بين الصفيحة العربية والصفيحة الأفريقية. تشكل منطقة الصدع في لبنان منحنىً حاجزًا يرتبط تمامًا بموقع الصدع. شكل هذا الصدع المرتبط بالحاجز عددًا من الهزات مثل التي حصلت مؤخرًا في جبل لبنان وفُسرت على أنّها حدثت في قاع البحر بعيدًا عن الشاطئ.

## الدمار
لا يتوافر سوى القليل من الوصف التفصيلي للدمار الذي نجم عن هذه الهزة الأرضية في المصادر المعاصرة. تشير المصادر إلى أنّ المدن الساحلية من صور إلى طرابلس تحولت إلى أنقاض وسقط آلاف الضحايا. ذكر الحاج المجهول من بياتشنسا أن 30000 شخصًا ماتوا في بيروت لوحدها، وتم إعادة تحليل تقارير الأضرار في البتراء والمناطق الأخرى في وادي الأردن والمرتبطة بأحداث العام 551، مما أشار إلى هزة أرضية أخرى حدثت في وقت لاحق كانت مسؤولة عما حصل.

## السمات

### الهزة الأرضية
تم الشعور بالزلزال على مساحة واسعة من الإسكندرية في الجنوب الغربي وحتى أنطاكية في الشمال والتي سبق أن تضررت في زلزال حصل في عام 526. امتدت المنطقة التي بلغت شدتها ثمانية درجات فأكثر من طرابلس في الشمال وحتى صور في الجنوب، وتختلف تقديرات الدرجة من 7.2 حسب مقياس حجم الموجات السطحية إلى 7.5 على مقياس درجة العزم. يُقدر طول الصدع بأكثر من 100 كم ومن المحتمل أن يصل طوله إلى 150 كم. كان يُعتقد أن سبب تسونامي انهيار أرضي تحت الماء سببه زلزال في البحر الميت التحويلي. اقترح تحليل تم إجراءه مؤخرًا أن حركة لصدع روم قريبة من الشاطئ كان المسبب لذلك. ومع ذلك، فإن دراسات متعلقة بقاع البحر قللت من هذا الاحتمال، وقد أشار اكتشاف جيولوجي مؤخرًا لانحدارات تعود لصدع في قاع البحر أن هزة في جبل لبنان كانت السبب في الزلزال والتسبب بالتسونامي. إنّ التحركات التي حصلت في العصر الرباعي والتي تظهرها سلسلة من الأرصيف البحرية التحاتية بين طرابلس وبيروت متوافقة مع الحركة التصاعدية المستمرة للجدار المعلق لتلك الهزة. وعلى نطاق أصغر، فإن حيدًا من الحلزونات البحرية  قد أشار إلى حركة رأسية بمقدار 80 سم تم تأريخها في القرن السادس الميلادي، ويفسر الارتفاع المستمر بذلك الاتجاه منذ العصر الميوسيني تشكل سلسلة جبل لبنان.

### التسونامي
أثر تسونامي على كامل الساحل الممتد من صور إلى طرابلس، وتم تسجيل انسحاب للبحر بحوالي ميلين حسب ما ورد في بعض الروايات المعاصرة.

## الخطر الزلزالي في المستقبل
تُقدر مدة عودة الزلازل الكبيرة إلى جبل لبنان ما بين 1500-1750 سنة على الرغم من وجود وقت عودة أقصر محتمل يعتمد على تاريخ أحدث ارتفاع في مستوى سطح البحر، وقد تشير الاحتمالية الأخيرة إلى أن تكرار هذا الحدث قد فات أوانه.